# Diccionario Griego-Español
Il Diccionario Griego-Español (abbreviato DGE) è un dizionario greco antico-spagnolo in più volumi realizzato dal Consiglio superiore delle ricerche scientifiche (CSIC) di Madrid e in corso di pubblicazione dal 1980.
Il Diccionario Griego-Español è il dizionario di riferimento per il greco antico, più completo e più aggiornato del Liddell–Scott–Jones inglese: i progressi, resi possibili anche dall'estensivo uso di risorse informatiche, riguardano soprattutto la riconsiderazione dei testi in miceneo e della patristica (fino al 600 d.C. circa), l'inclusione degli antroponimi e dei toponimi, un maggiore spazio dato alle fonti documentarie (iscrizioni, papiri, ostraka) e l'uso delle più recenti edizioni critiche dei testi letterari, nonché l'impiego dei risultati ottenuti dagli studi indoeuropeistici nella ricostruzione delle etimologie. I lemmi sono organizzati secondo un criterio semantico..
Tutti i lemmi finora pubblicati sono consultabili nell'edizione online (DGE en línea).

## Volumi
Sono stati finora pubblicati sette volumi, l'ultimo dei quali (2020) arriva al lemma ἐπισκήνωσις; i volumi pubblicati contengono circa 60 000 lemmi totali.
1. Diccionario Griego-Español, I: α - ἀλλά, Madrid, Consejo Superior de Investigaciones Científicas, 1980, ISBN 84-00-04652-8.
  1.  Diccionario Griego-Español, I2: α - ἀλλά, 2ª ed., Madrid, Consejo Superior de Investigaciones Científicas, 2008, ISBN 978-84-00-08604-6.
2. Diccionario Griego-Español, II: ἄλλᾳ - ἀποκοινώνητος, Madrid, Consejo Superior de Investigaciones Científicas, 1986, ISBN 84-00-06317-1.
3. Diccionario Griego-Español, III: ἀποκοιτέω – βασιλεύς, Madrid, Consejo Superior de Investigaciones Científicas, 1991, ISBN 84-00-07173-5.
4. Diccionario Griego-Español, IV: βασιλευτός - δαίμων, Madrid, Consejo Superior de Investigaciones Científicas, 1994, ISBN 84-00-07436-X.
5. Diccionario Griego-Español, V: δαίνυμι - διώνυχος, Madrid, Consejo Superior de Investigaciones Científicas, 1997, ISBN 84-00-07673-7.
6. Diccionario Griego-Español, VI: διωξικέλευθος - ἐκπελεκάω, Madrid, Consejo Superior de Investigaciones Científicas, 2002, ISBN 84-00-08050-5.
7. Diccionario Griego-Español, VII: ἐκπελλεύω - ἔξαυος, Madrid, Consejo Superior de Investigaciones Científicas, 2009, ISBN 978-84-00-08900-9.
8. Diccionario Griego-Español, VIII: ἔξαυρος - ἐπισκήνωσις, Madrid, Consejo Superior de Investigaciones Científicas, 2020, ISBN 978-84-00-10594-5.[3]